# Falciano del Massico
Falciano del Massico là một đô thị ở tỉnh Caserta trong vùng Campania của Ý, có vị trí cách khoảng 45 km về phía tây bắc của Napoli và khoảng 35 km về phía tây bắc của Caserta. Tại thời điểm ngày 31 tháng 12 năm 2004, đô thị này có dân số 3.831 người và diện tích là 42,0 km².
Falciano del Massico giáp các đô thị: Cancello e Arnone, Carinola, Francolise, Grazzanise, Mondragone, Sessa Aurunca.